# 熊本市交通局9200形電車
熊本市交通局9200形電車（くまもとしこうつうきょく9200がたでんしゃ）は、熊本市交通局（熊本市電）に在籍する路面電車車両である。
熊本市電において1980年代から90年代初めにかけて導入が続いた全金属製ボギー車の一つ。1992年（平成4年）から1994年（平成6年）にかけて計5両製造された。

## 導入の経緯
1982年（昭和57年）、熊本市電では1960年（昭和35年）以来となる新造車として、日本初のVVVFインバータ制御車8200形が2両導入された。続いて1985年（昭和60年）と翌年に2両ずつ、旧型車の機器を流用した車体更新車8500形が登場、1988年（昭和63年）には2番目のVVVF車として8800形も2両製造された。
上記の車両は老朽車両の代替用であったが、続いて運行回数の増加用に車両を増備することとなった。こうして導入されたのが本形式であり、最初の2両、9201号・9202号が1992年（平成4年）3月31日付で竣工し、4月2日より営業を開始した。次いで同年12月18日付で9203号・9204号の2両が竣工。さらに1994年（平成6年）11月24日付で9205号も増備され、9200形は計5両となった。メーカーは5両ともアルナ工機。なお、この間の1993年（平成5年）にレトロ調電車101号が導入されているが、本形式に準ずる基本構造の車両であるにもかかわらず8800形のうちの1両とされている。
導入費は1両あたり約1億300万円である。本形式導入後、熊本市電では1993年10月にかけて3度のダイヤ改正が実施され、導入以前の2度の改正とあわせ、全線にわたり大幅な増便が実現した。

## 構造

### 車体

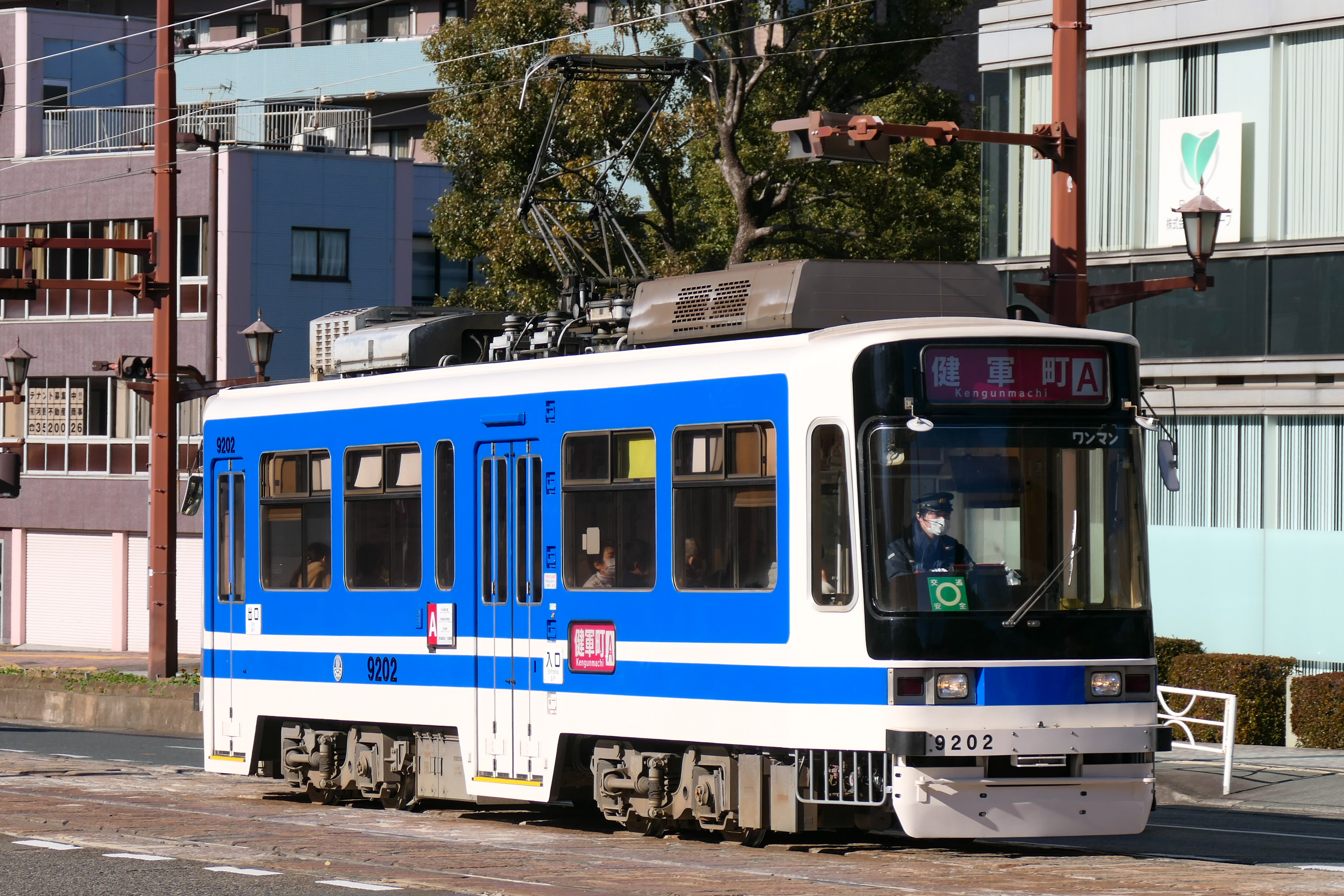
9202号（2021年）
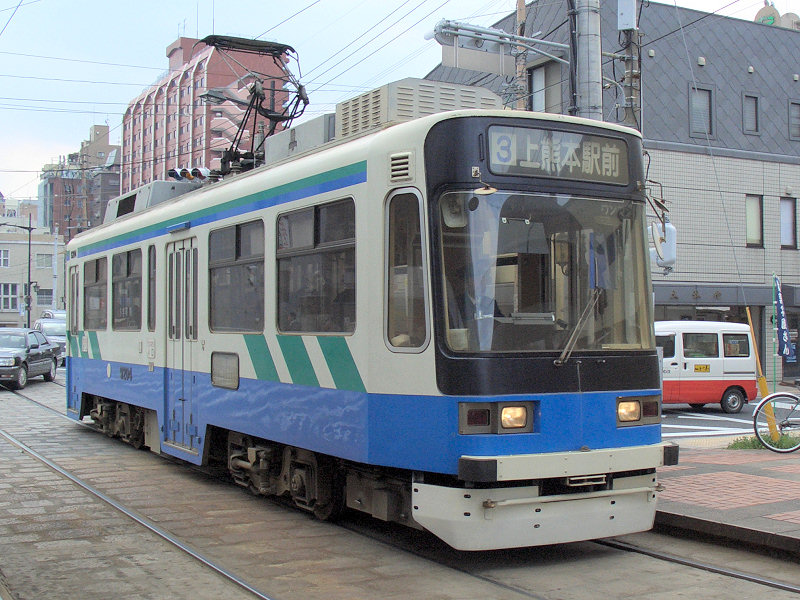
9204号（2007年）

本形式は、先に登場した8800形をベースに設計された車両である。最大寸法は長さ13.50メートル、幅2.36メートル、車体高さ3.21メートル・パンタグラフ折りたたみ高さ3.85メートル。自重は19.0トン。
車体についての8800形からの変更点は前面形状と側面ドアの2点。前面形状は前面窓の傾斜角度が8800形の11.2度から本形式では5.7度と緩やかになっており、その結果車両全長が20センチメートル短くなった。側面ドアについては8800形（レトロ調電車101号を除く）では車両の前後に配置するという熊本市電では珍しいものであるが、本形式では一般的な配置に戻された。従って、側面ドアは左右非対称の配置であり、進行方向に向かって左側では車体前部と中央部やや後ろ寄り、右側では車体後部と中央部やや前寄りにある。熊本市電では原則として進行方向左手に停留場ホームがあることから、中扉が乗車口、前扉が降車口となる（後乗り前降り）。ドアは中扉が幅130センチメートルの両開き折り戸、前扉が有効幅85センチメートルの片開き引き戸。また本形式では乗降口ステップが2段となった。
側面の窓はドア間に片側3枚ずつとその反対側に片側2枚ずつの配置。窓は基本的に幅165.0センチメートルの大型窓だが、中扉左手のみ幅40.0センチメートルの縦長窓である。また中扉右手窓下に側面方向幕を設ける。この方向幕は8800形に比して大型化されており、新造時のものは経由地も書き加えられていた。
車体塗装の基本色はホワイトクリーム色。5両で唯一愛称の設定がある9201号「ハイデルベルク号」は側面窓下にグリーンの線、側面窓上と車体下部にはあずき色の線を入れる。9202号は窓回りと窓下にマリンブルーの線を入れたデザイン。9203号以降の3両は車体下部を青で塗り、窓下に緑色の斜線、窓上に青と緑の帯を入れたデザインになっている。

### 客室設備

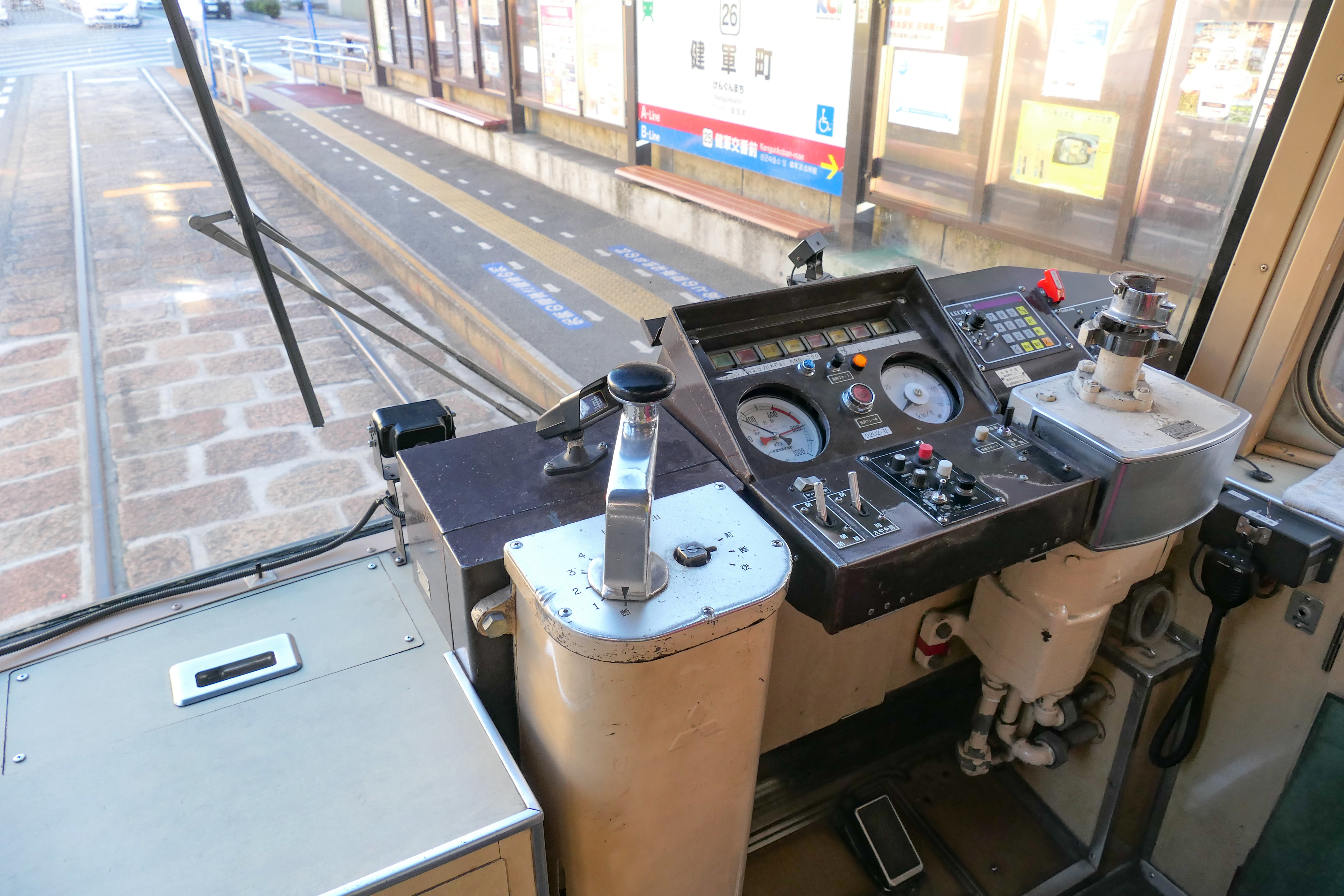
運転台（9202号）
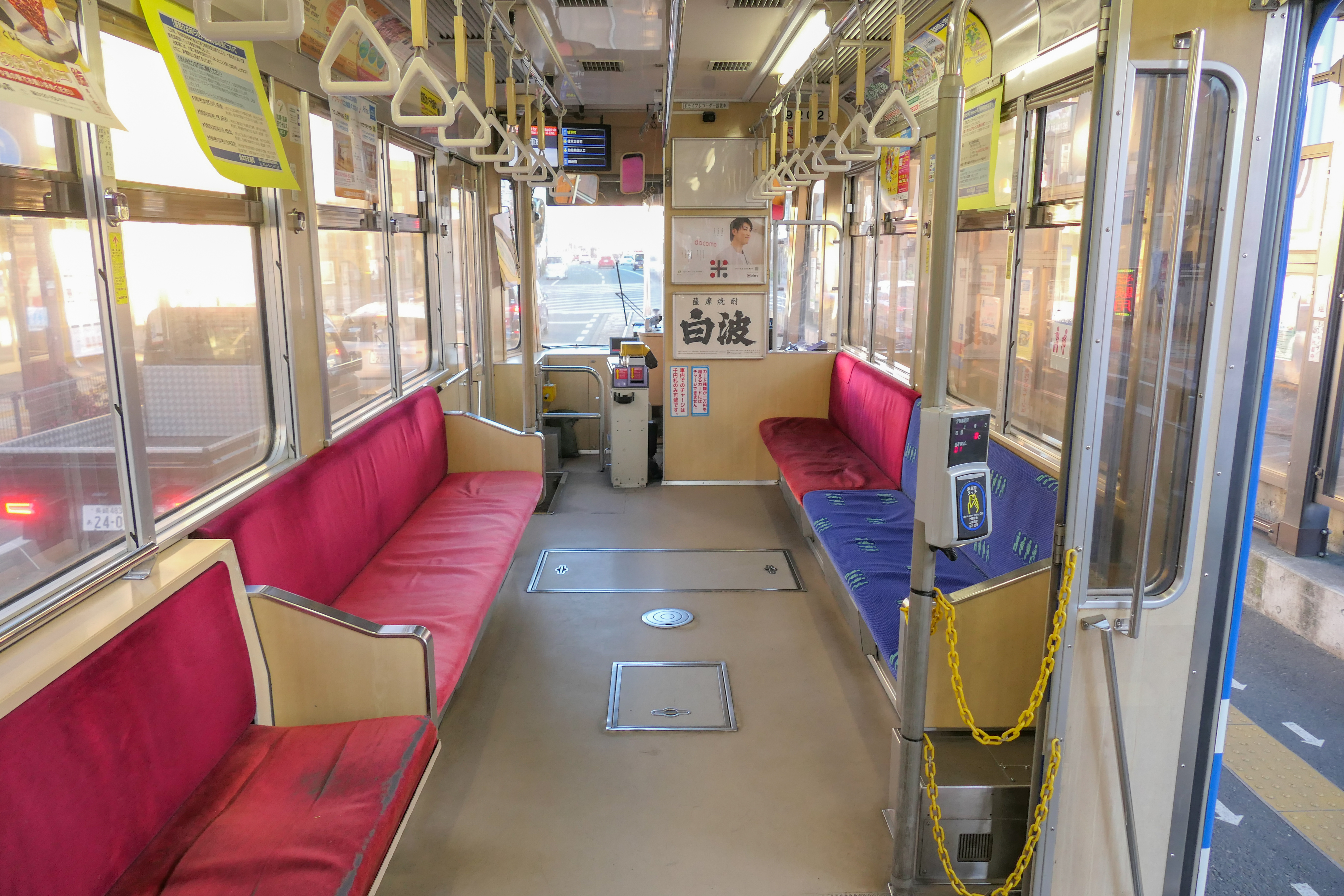
車内（9202号）

座席はロングシートを採用する。中央のドアによって分割されており、ドア間には長さ2.15メートルならびに長さ1.45メートルの座席を、その反対側には長さ3.35メートルの座席を並べる。3つのうちドア間の中央ドア寄りに位置する短い方（3人掛け）の座席は2か所とも折りたたみ座席になっており、シートを折りたたむと車椅子スペースとして使用できる。
定員は座席30人・立席42人の計72人である。

### 主要機器

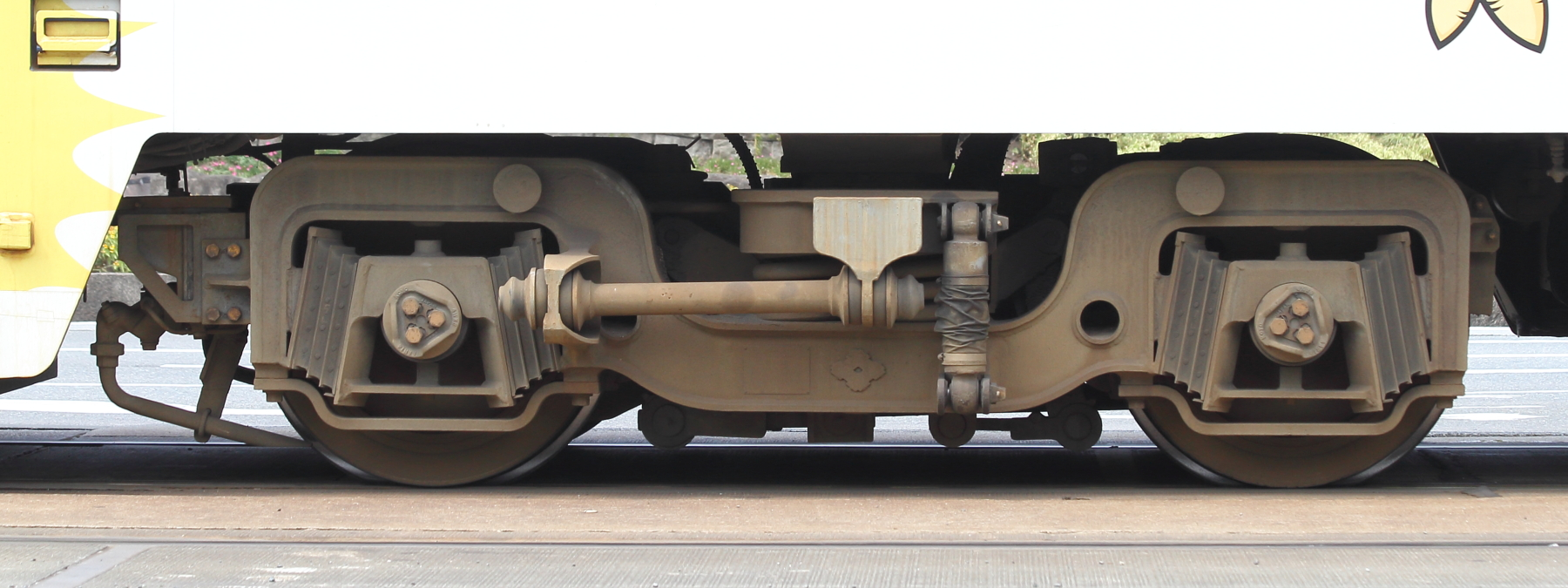
FS-89A形台車（9204号）
右手が運転台側（＝外側）。

電装品は8800形に準ずるもので、主電動機はかご形三相誘導電動機MB-5016-B形2台（出力50キロワット、WN駆動方式）、制御方式はVVVFインバータ制御方式、ブレーキシステムは電制（発電・回生ブレーキ）併用直通空気ブレーキSME-R形をそれぞれ採用する。
VVVFインバータ装置は、新造時はスイッチング素子にGTOサイリスタを使用するMAP-052-60VD35を搭載していた。その後2011年度（平成23年度）より、先に更新された8200形に準ずる、スイッチング素子にIGBTを用いる電圧形PWMインバータの三菱電機製MAP-121-60VD155形へと更新するインバータ装置更新工事が始まった。工事はレトロ調電車8800形101号を対象とした2014年度を除いて毎年1両ずつ施工され、2016年度（平成28年度）に全車完了した。
台車は、8800形が装備する住友金属工業製FS-89形（ボルスタアンカー付きのインダイレクトマウント台車で、オイルダンパー併用のコイルばねによる枕ばねやシェブロンゴム式軸箱支持方式を採用）の改良型であり、車輪をゴムリング付防音車輪に変更したFS-89A形を採用する。最終増備の9205号のみFS-89B形を装備しており、これは先に8800形レトロ調電車101号で採用された、保守性向上のためブレーキシリンダーを台車枠外側に移した台車である。
集電装置は8800形と同様のZ形パンタグラフを装備するが、9205号については同じ東洋電機製造製のシングルアームパンタグラフPT7101-A形を装備している。

## 愛称の設定

ハイデルベルクの市章。9201号の車体にも描かれている。

1988年（昭和63年）に導入された8800形2両は、国際交流電車として熊本市の姉妹友好都市にちなみそれぞれ「サンアントニオ号」「桂林号」と命名された。これに続き、1992年（平成4年）5月に熊本市と友好都市となったドイツ・ハイデルベルクについても、車両の愛称に採用することとなった。「ハイデルベルク号」と命名されたのは本形式のうち9201号で、命名式は運行開始後の1992年9月14日に実施。車体にはハイデルベルクの市章が付けられた。車内には都市の紹介写真が掲げられ、テープによる車内放送ではドイツ語での電停案内が行われた。
2017年（平成29年）4月、友好都市提携25周年を記念した「ハイデルベルク号」のリニューアルが完成した。改装後は車体に市章に加えドイツ国旗が描かれるようになり、乗降口の場所を示す案内表記にも日・英・中・韓の4か国語にドイツ語が加えられた。車内に掲示されていた紹介パネルや写真も一新され、さらにつり革にはドイツ語単語の紹介文が加えられた。

## 運用と改造

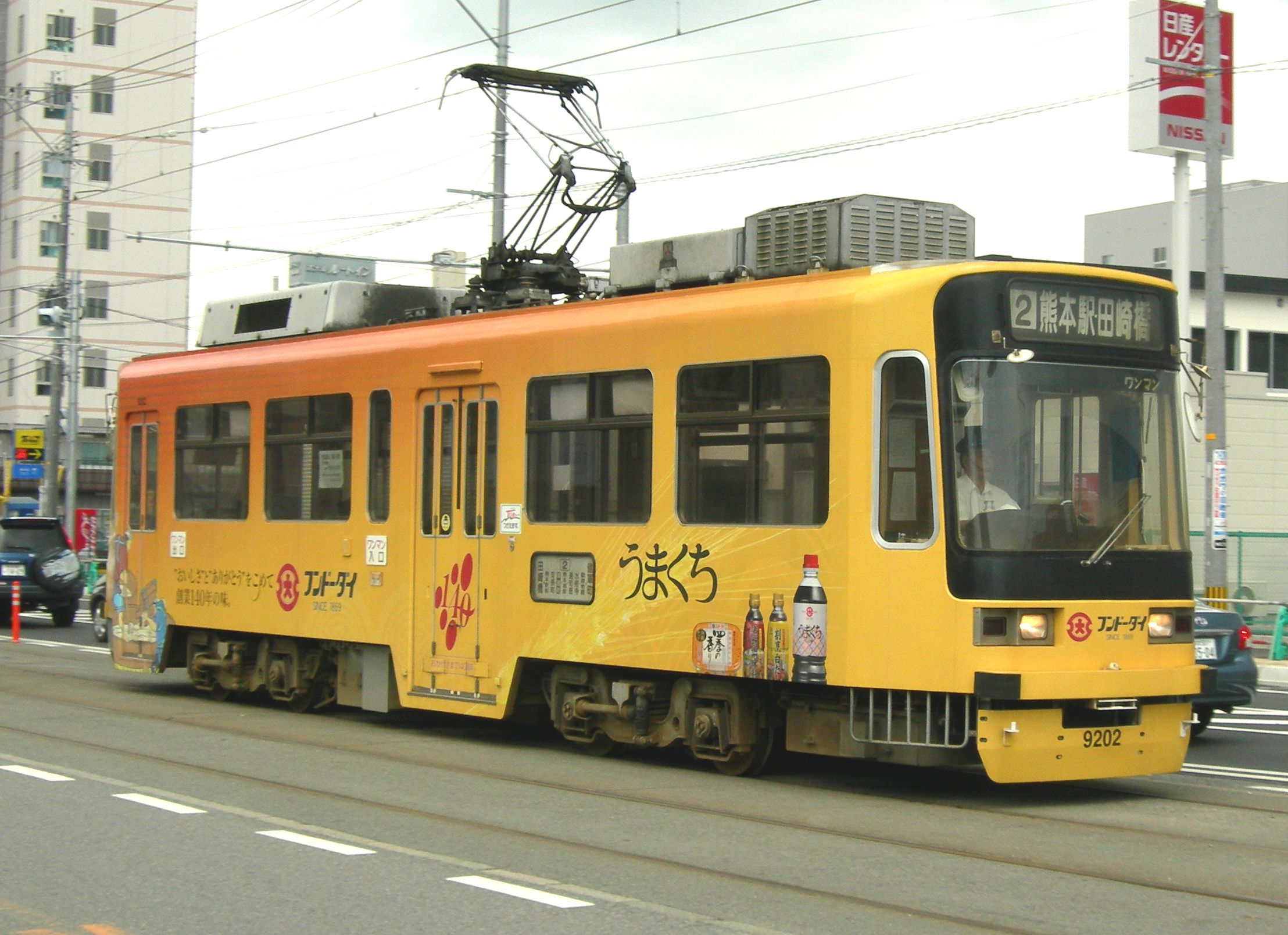
方向幕更新前の9202号（2009年）

本形式は他のボギー車と共通の運用によって運転されており、1997年以降に登場した超低床電車（9700形・0800形）のように固定ダイヤがあるわけではない。
新造後の改造点には、以下のような他形式と共通のものが挙げられる。
- 乗降口へのカードリーダー設置 - 1998年（平成10年）3月からの乗車カード「TO熊カード」導入に伴う[6]。
- 常時記録型ドライブレコーダー設置 - 2010年度（平成22年度）施工[24]。
- 方向幕更新 - 2011年（平成23年）3月の系統名変更ならびにラインカラー設定に伴う。A系統が赤、B系統が青、その他臨時系統が黄色とされ、それぞれ色付き方向幕に変更[23]。
- ICカードリーダー設置 - 2014年（平成26年）3月のICカード乗車券「でんでんnimoca」導入に伴う[11]。

2025年（令和7年）6月には、電気系統の故障で9201号車、9204号車が立て続けに立ち往生する事案が発生して、それぞれが運用から離脱した。